# Johan Vansummeren

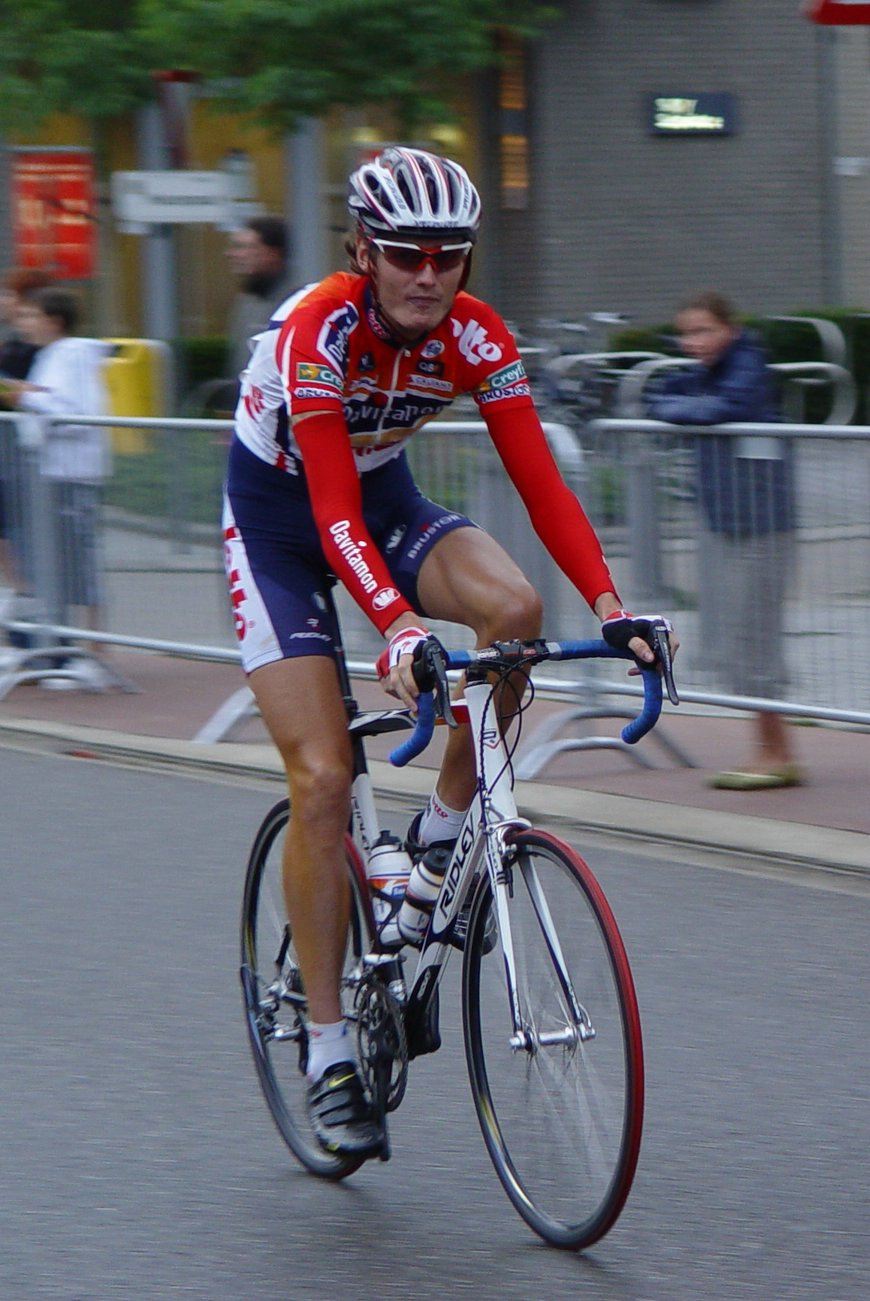
Johan Vansummeren in het na-Tourcriterium van Lommel 2006

Johan Vansummeren (Lommel, 4 februari 1981) is een Belgisch voormalig wielrenner die in 2016 zijn carrière afsloot bij AG2R La Mondiale. Hij won Parijs-Roubaix in 2011. Op 29 juni 2016 maakte hij bekend te stoppen met wielrennen wegens hartritmestoornissen.

## Carrière
De profcarrière van Vansummeren, die de bijnamen Summie en De lange van Lommel kreeg, begon op 1 september 2002 toen hij als stagiair aan de slag kon bij Domo-Farm Frites, waar hij in dezelfde ploeg reed als Johan Museeuw. Na zijn periode als stagiair ging Vansummeren in 2003 rijden voor Quick-Step-Davitamon-Latexco. Voor deze ploeg won hij Luik-Bastenaken-Luik U23, de kleine versie van de bekende wielerklassieker. In dat jaar won hij ook een etappe en het eindklassement van de Ronde van Luik. Op het WK voor beloften in het Canadese Hamilton eindigde hij als tweede, achter Sergej Lagoetin.
Na nog een jaar voor Relax-Bodysol te hebben gereden, vertrok Vansummeren naar Davitamon-Lotto. Voor die ploeg reed hij in 2005 zijn eerste Ronde van Frankrijk. In zijn eerste Tour zou hij als 136e eindigen, zonder noemenswaardige prestaties. Wel reed hij dat jaar ereplaatsen in de Tour Down Under en de Ronde van Andalusië.
In het jaar daarop deed hij opnieuw mee aan de Tour, met een 112e plek als eindresultaat. Zijn beste prestaties waren een 32e stek in de etappe naar Montélimar en een 37e plek in de laatste tijdrit.
In 2007 boekte hij weer een overwinning, maar wel in ploegverband. Samen met zijn ploeggenoten Cadel Evans, Nick Gates, Christophe Brandt, Josep Jufré, Dario Cioni, Wim Van Huffel won hij etappe 1b in de Internationale Wielerweek, een ploegentijdrit over 11 kilometer.
Vansummeren boekte in september 2007 zijn eerste echte individuele profzege. Vansummeren won de laatste rit in de Ronde van Polen, een heuvelachtige etappe naar Karpacz en zette dankzij de ritzege ook het eindklassement naar zijn hand.
Sindsdien was Johan Vansummeren een helper in de ploeg van Silence-Lotto. Hij behaalde twee ereplaatsen in Parijs-Roubaix: in 2008 werd hij er achtste om een jaar later op de vijfde plaats te eindigen.
In augustus 2009 tekende Johan Vansummeren een contract bij Garmin om er in 2010 als kopman van het voorjaar te gaan koersen.
In de Tour van 2010 viel hij in de voorlaatste rit, de tijdrit van Bordeaux naar Pauillac, op door te vallen, direct na de start van zijn tijdrit.
Op 10 april 2011 won Vansummeren Parijs-Roubaix, de grootste overwinning uit zijn loopbaan. Direct na zijn overwinning en voor het oog van de camera vroeg hij in de Vélodrome André Pétrieux zijn vriendin Jasmine Vangrieken ten huwelijk.
Op 6 april 2014, tijdens de Ronde van Vlaanderen, reed Vansummeren na een stuurfout in op een toeschouwster die op een vluchtheuvel stond. Hierdoor raakte de dame in kwestie levenslang verlamd. Na een rechtszaak in 2021 werd de schuld voor het ongeval voor 66% bij de toeschouwster, en 33% bij de organisatie van de wielerwedstrijd gelegd.

## Belangrijkste overwinningen
2002
Zellik-Galmaarden
2003
Luik-Bastenaken-Luik, Beloften
2007
1e etappe Wielerweek van Lombardije (ploegentijdrit)
7e etappe Ronde van Polen
Eindklassement Ronde van Polen
2009
Criterium van Lommel
2011
Parijs-Roubaix
Duo Normand (met Thomas Dekker)
2012
2e etappe Ronde van Qatar (ploegentijdrit)
2013
Profronde van Deurne

## Resultaten in voornaamste wedstrijden
| Jaar | Ronde van Italië | Ronde van Frankrijk | Ronde van Spanje |
| ---- | ---------------- | ------------------- | ---------------- |
| 2004 |                  |                     | 35e              |
| 2005 |                  | 136e                |                  |
| 2006 |                  | 111e                |                  |
| 2007 |                  | 63e                 |                  |
| 2008 |                  | 87e                 |                  |
| 2009 |                  | 93e                 |                  |
| 2010 |                  | 29e                 |                  |
| 2011 |                  |                     | 70e              |
| 2012 |                  | 147e                | 79e              |
| 2013 |                  |                     |                  |
| 2014 |                  | 74e                 | 118e             |
| 2015 |                  | opgave              | 121e             |

| Jaar | Milaan-San Remo | Gent-Wevelgem | Ronde van Vlaanderen | Parijs-Roubaix | Amstel Gold Race | Luik-Bast.‑Luik | Ronde van Lombardije | Kuurne-Brussel-Kuurne | Clásica San Sebastián |  | WK op de weg |  | Wereldranglijsten |
| ---- | --------------- | ------------- | -------------------- | -------------- | ---------------- | --------------- | -------------------- | --------------------- | --------------------- |  | ------------ |  | ----------------- |
| 2004 |                 |               | 120e                 |                | opgave           |                 |                      |                       | 122e                  |  | 52e          |  |                   |
| 2005 | 86e             |               |                      |                | 64e              | 30e             | opgave               |                       |                       |  |              |  |                   |
| 2006 | 102e            |               |                      |                | 43e              | 61e             |                      |                       | 124e                  |  |              |  |                   |
| 2007 | 87e             |               | 51e                  | 92e            | 18e              | 56e             |                      |                       |                       |  | opgave       |  | 41e (UPT)         |
| 2008 | 133e            |               | opgave               | 8e             | 17e              |                 |                      |                       |                       |  |              |  |                   |
| 2009 | 61e             |               | opgave               | 5e             | 27e              |                 | opgave               |                       | 11e                   |  |              |  | 89e (UWK)         |
| 2010 | 98e             | 21e           | 55e                  | opgave         |                  |                 | opgave               |                       | opgave                |  |              |  |                   |
| 2011 | 123e            | 151e          |                      | ↑              | opgave           |                 | 69e                  | 102e                  | opgave                |  | 177e         |  | 46e (UWT)         |
| 2012 | 81e             | 11e           | 30e                  | 9e             | 90e              |                 |                      | 96e                   |                       |  | opgave       |  | 151e (UWT)        |
| 2013 | 74e             | 69e           | 20e                  | 50e            | 94e              |                 |                      |                       |                       |  | opgave       |  |                   |
| 2014 | 98e             | opgave        | opgave               | 38e            |                  |                 |                      | 10e                   | opgave                |  | 89e          |  |                   |
| 2015 | 156e            | opgave        | 105e                 | 75e            |                  |                 |                      | 52e                   |                       |  |              |  |                   |

## Ploegen
- 2002 –  Domo-Farm Frites (stagiair vanaf 1-9)
- 2003 –  Quick Step-Davitamon-Latexco
- 2004 –  Relax-Bodysol
- 2005 –  Davitamon-Lotto
- 2006 –  Davitamon-Lotto
- 2007 –  Predictor-Lotto
- 2008 –  Silence-Lotto
- 2009 –  Silence-Lotto
- 2010 –  Garmin-Transitions
- 2011 –  Team Garmin-Cervélo
- 2012 –  Garmin-Sharp
- 2013 –  Garmin Sharp
- 2014 –  Garmin Sharp
- 2015 –  AG2R La Mondiale
- 2016 –  AG2R La Mondiale